# 达尼丁 (佛罗里达州)
达尼丁（英語：Dunedin）是美国佛罗里达州皮尼拉斯縣下属的一座城市。建立于1899年。面积约为73.1平方公里（约合28.2平方英里）。根据2010年美国人口普查，该市有人口35,321人。论人口在本州排行第71。